# Little Sturgeon
Little Sturgeon es un lugar designado por el censo ubicado en el condado de Door en el estado estadounidense de Wisconsin. En el Censo de 2010 tenía una población de 136 habitantes y una densidad poblacional de 22,49 personas por km².

## Geografía
Little Sturgeon se encuentra ubicado en las coordenadas 44°50′31″N 87°34′28″O / 44.84194, -87.57444. Según la Oficina del Censo de los Estados Unidos, Little Sturgeon tiene una superficie total de 6.05 km², de la cual 6.05 km² corresponden a tierra firme y (0%) 0 km² es agua.

## Demografía
Según el censo de 2010, había 136 personas residiendo en Little Sturgeon. La densidad de población era de 22,49 hab./km². De los 136 habitantes, Little Sturgeon estaba compuesto por el 94.12% blancos, el 2.94% eran afroamericanos, el 1.47% eran amerindios, el 0% eran asiáticos, el 0% eran isleños del Pacífico, el 0% eran de otras razas y el 1.47% pertenecían a dos o más razas. Del total de la población el 0.74% eran hispanos o latinos de cualquier raza.